# Medusanevel
De Medusanevel is een planetaire nevel in het sterrenbeeld Tweelingen. Hij is ook bekend als Abell 21 en Sharpless 2-274. Hij werd oorspronkelijk in 1955 ontdekt door de astronoom George O. Abell van de Universiteit van Californië in Los Angeles, die hem classificeerde als een oude planetaire nevel. Tot het begin van de jaren zeventig werd gedacht dat de nevel een supernovarestant was. Met de berekening van expansiesnelheden en het thermische karakter van de radio-emissie, concludeerden Sovjet-astronomen in 1971 dat het hoogstwaarschijnlijk een planetaire nevel was. Omdat de nevel zo groot is, is zijn helderheid zeer laag, met magnitudes van tussen de +15,99 en +25.